# Diecezja Down-Connor
Diecezja Down-Connor – diecezja irlandzkiego Kościoła katolickiego znajdująca się na terenie Irlandii Północnej. Istnieje od 29 czerwca 1429.

## Biskupi diecezjalni
Ordynariusze
- John Fossade (1442–1450)
- Thomas Knight. O.S.B. (1453–1469)
- Tadhg Ó Muirgheasa (1469–1480)
- Tiberio Ugolino (1483–1519)
- Robert Blyth, O.S.B. (1520–1539)
- Eugene Magennis (1539–1559)
- Miler Magrath, O.F.M. (1565–1580)
- Donat O'Gallagher, O.F.M. (1580–1581)
- Błogosławiony Conor O'Devany, O.F.M. (1582–1612)
- (Patrick Hanratty, wikariusz apostolski, 1614–1625)
- Edmund Dungan (1625–1629)
- Hugh Magennis, O.F.M. (1630–1640)
- (See vacant, 1640–1642)
- Heber MacMahon (1642–1643)
- Arthur Magennis, O.Cist. (1647–1653)
- (Michael O'Beirn, wikariusz apostolski, 1657–1670)
- Daniel Mackey (1671–1673)
- (sede vacante, 1673–1711)
- (Terence O'Donnelly, wikariusz apostolski, 1711–?)
- James O'Shiel, O.F.M. (1717–1724)
- John Armstrong (1727–1739)
- Francis Stuart, O.F.M. (1740–1749)
- Edmund O'Doran (1751–1760)
- Theophilus MacCartan (1760–1778)
- Hugh MacMullan (1779–1794)
- Patrick MacMullan (1794–1824)
- William Crolly (1825–1835)
- Cornelius Denvir (1835–1865)
- Patrick Dorrian (1865–1885)
- Patrick MacAlister (1886–1895)
- Henry Henry (1895–1908)
- John Tohill (1908–1914)
- Joseph MacRory (1915–1928)
- Daniel Mageean (1929–1962)
- William Philbin (1962–1982)
- Cahal Brendan Daly (1982–1990)
- Patrick Joseph Walsh (1991–2008)
- Noël Treanor (2008–2022)
- Alan McGuckian (od 2024)

Biskupi pomocniczy 
- Patrick Dorrian (1860–1865) (koadiutor)
- Patrick Joseph Walsh (1983–1991)
- Anthony Farquhar (1983–2015)
- Michael Dallat (1993–2000)
- Donal McKeown (2001–2014)